# Reston ebolavirus
La specie Reston ebolavirus (sigla: RESTV) secondo la definizione dell'International Committee on Taxonomy of Viruses (ICTV) è un virus incluso nel genere Ebolavirus, che è parte della famiglia Filoviridae, ordine Mononegavirales.
Questo virus è stato scoperto durante uno scoppio della febbre emorragica virale delle scimmie (SHFV) nei macachi cinomolgi degli Hazleton Laboratories nel 1989. Dopo l'epidemia iniziale a Reston, da allora è stato trovato in primati non umani in Pennsylvania, Texas e a Siena: tutti questi animali infetti erano stati importati da una struttura nelle Filippine, dove il virus ha anche infettato dei maiali.
Nonostante la sua classificazione a organismo con Livello di biosicurezza 4 e la sua apparente patogenicità nelle scimmie, RESTV non ha causato malattie nei tecnici di laboratorio umani esposti.